# 科夫里
科夫里（法語：Cauffry，法語發音：[kofʁi]）是法国瓦兹省的一个市镇，属于克莱蒙区。

## 地理
科夫里（49°19'2"N, 2°26'54"E）面积4.74 平方千米，位于法国上法蘭西大區瓦兹省，该省份为法国北部内陆省份，北起索姆省，西接厄尔省和滨海塞纳省，南至塞纳-马恩省和瓦兹河谷省，东临埃纳省。
与科夫里接壤的市镇（或旧市镇、城区）包括：朗蒂尼、康布罗讷莱克莱蒙、莱涅维尔、利扬库尔、莫涅维尔、蒙希圣埃卢瓦、鲁斯卢瓦。

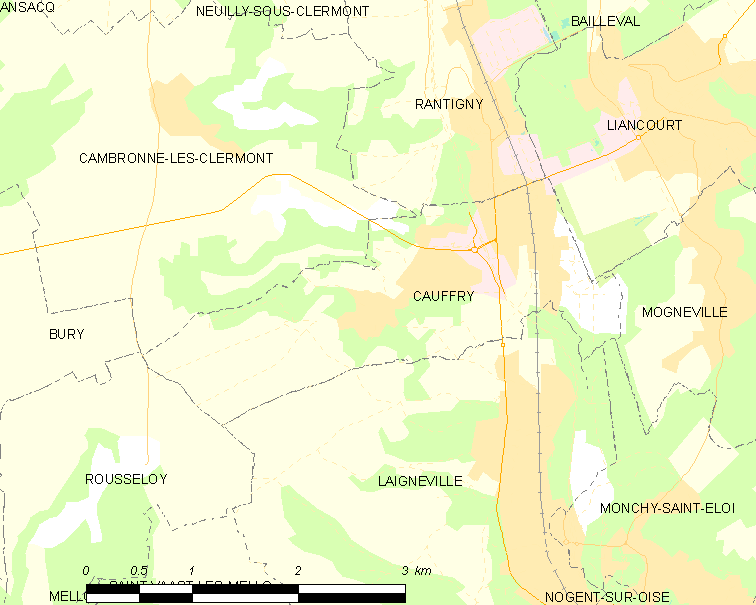
科夫里的OSM定位图

科夫里的时区为UTC+01:00、UTC+02:00（夏令时）。

## 行政
科夫里的邮政编码为60290，INSEE市镇编码为60134。

## 政治
科夫里所属的省级选区为瓦兹河畔诺让县。

## 人口

1962-2008年间科夫里人口变化图示

科夫里于2022年1月1日时的人口数量为2669人。